# 沢上
沢上（さわかみ）は、愛知県名古屋市熱田区の地名。現行行政地名は沢上一丁目および沢上二丁目。住居表示実施。

## 地理
名古屋市熱田区北部に位置する。西は花町、南は外土居町・高蔵町、北は金山町一丁目・同二丁目に接する。

## 歴史

### 町名の由来
本沢と称する地の上方に位置したことに由来するという。

### 沿革
- 1939年（昭和14年）4月1日 - 熱田区熱田東町の一部により、同区沢上町が成立する[1]。
- 1980年（昭和55年）7月13日 - 熱田区沢上一丁目が沢上町・高蔵町・花町の各一部により、同区沢上二丁目が金山町・沢上町・沢下町・外土居町の各一部により成立[1]。また、同区沢上町は沢上一丁目および同二丁目のほか、金山町二丁目・外土居町に編入され消滅[1]。

## 世帯数と人口
2018年（平成30年）12月1日現在の世帯数と人口は以下の通りである。
| 丁目       | 世帯数  | 人口    |
| ---------- | ------- | ------- |
| 沢上一丁目 | 474世帯 | 1,073人 |
| 沢上二丁目 | 188世帯 | 339人   |
| 計         | 662世帯 | 1,412人 |

### 人口の変遷
国勢調査による人口の推移
| 1995年（平成7年）  | 812人   | [ WEB 6 ]  |  |
| 2000年（平成12年） | 782人   | [ WEB 7 ]  |  |
| 2005年（平成17年） | 1,552人 | [ WEB 8 ]  |  |
| 2010年（平成22年） | 1,466人 | [ WEB 9 ]  |  |
| 2015年（平成27年） | 1,434人 | [ WEB 10 ] |  |

## 学区
市立小・中学校に通う場合、学校等は以下の通りとなる。また、公立高等学校に通う場合の学区は以下の通りとなる。
| 丁目       | 番・番地等 | 小学校               | 中学校               | 高等学校 |
| ---------- | ---------- | -------------------- | -------------------- | -------- |
| 沢上一丁目 | 全域       | 名古屋市立高蔵小学校 | 名古屋市立沢上中学校 | 尾張学区 |
| 沢上二丁目 | 全域       | 名古屋市立高蔵小学校 | 名古屋市立沢上中学校 | 尾張学区 |

## 施設

### 沢上一丁目
- 瀬戸信用金庫熱田支店

1960年（昭和35年）12月19日開設。
- 名古屋沢上郵便局
- 沢上公園

1982年（昭和57年）4月1日供用開始。
- 名古屋市電沢上電車運輸事務所（～1974年）
- TOUTEN BOOKSTORE

### 沢上二丁目
- 宮商事本社
- 妙香園本社・本店
- 真宗大谷派松賢寺[2]

- 宮商事本社
- 妙香園本店
- 松賢寺

## 周辺の交通
- 愛知県道29号弥富名古屋線（八熊通）
- 大津通

## その他

### 日本郵便
- 郵便番号 : 456-0012[WEB 3]（集配局：熱田郵便局[WEB 14]）。

### WEB
1. 1 2  “愛知県名古屋市熱田区の町丁・字一覧”.   人口統計ラボ. 2017年7月23日閲覧。
2. 1 2  “町・丁目(大字)別、年齢(10歳階級)別公簿人口(全市・区別)”.   名古屋市 (2018年12月20日). 2019年1月6日閲覧。
3. 1 2  “郵便番号”.  日本郵便. 2019年1月6日閲覧。
4. ↑  “市外局番の一覧”.   総務省. 2019年1月6日閲覧。
5. ↑  名古屋市役所市民経済局地域振興部住民課町名表示係 (2015年10月21日). “熱田区の町名一覧”.   名古屋市. 2017年7月23日閲覧。
6. ↑  総務省統計局 (2014年3月28日). “平成7年国勢調査の調査結果(e-Stat) - 男女別人口及び世帯数 －町丁・字等” (CSV). 2019年4月27日閲覧。
7. ↑  総務省統計局 (2014年5月30日). “平成12年国勢調査の調査結果(e-Stat) - 男女別人口及び世帯数 －町丁・字等” (CSV). 2019年4月27日閲覧。
8. ↑  総務省統計局 (2014年6月27日). “平成17年国勢調査の調査結果(e-Stat) - 男女別人口及び世帯数 －町丁・字等” (CSV). 2019年4月27日閲覧。
9. ↑  総務省統計局 (2012年1月20日). “平成22年国勢調査の調査結果(e-Stat) - 男女別人口及び世帯数 －町丁・字等” (CSV). 2019年4月27日閲覧。
10. ↑  総務省統計局 (2017年1月27日). “平成27年国勢調査の調査結果(e-Stat) - 男女別人口及び世帯数 －町丁・字等” (CSV). 2019年4月27日閲覧。
11. ↑  “市立小・中学校の通学区域一覧”.   名古屋市 (2018年11月10日). 2019年1月14日閲覧。
12. ↑  “平成29年度以降の愛知県公立高等学校（全日制課程）入学者選抜における通学区域並びに群及びグループ分け案について”.   愛知県教育委員会 (2015年2月16日). 2019年1月14日閲覧。
13. ↑  “都市公園の名称、位置及び区域並びに供用開始の期日” (2019年5月1日). 2019年11月3日閲覧。
14. ↑  郵便番号簿 平成29年度版 - 日本郵便. 2019年01月06日閲覧 (PDF)

### 書籍
1. 1 2 3 4  名古屋市計画局 1992, p. 809.
2. 1 2 3  「角川日本地名大辞典」編纂委員会 1989, p. 1444.

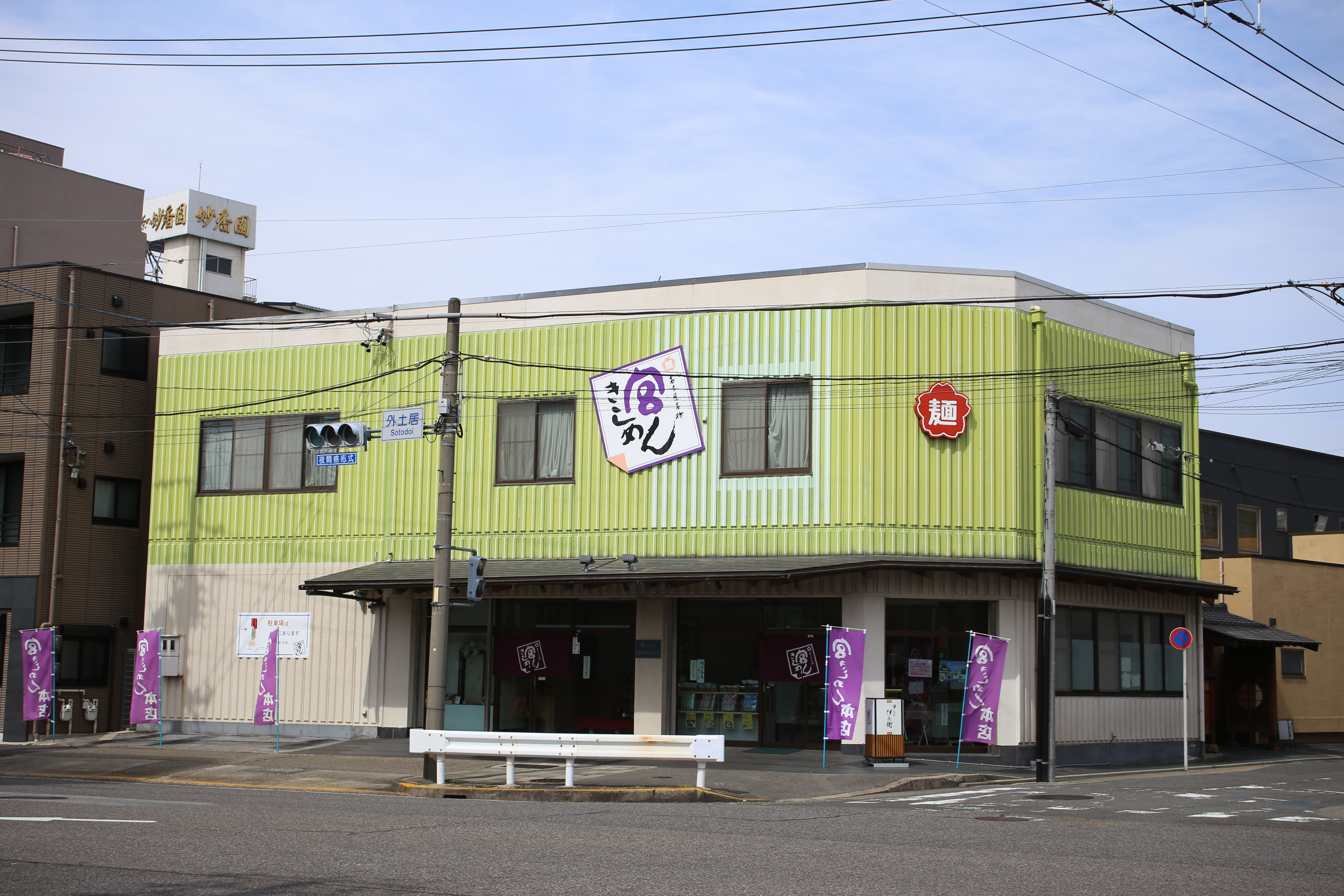
宮商事本社
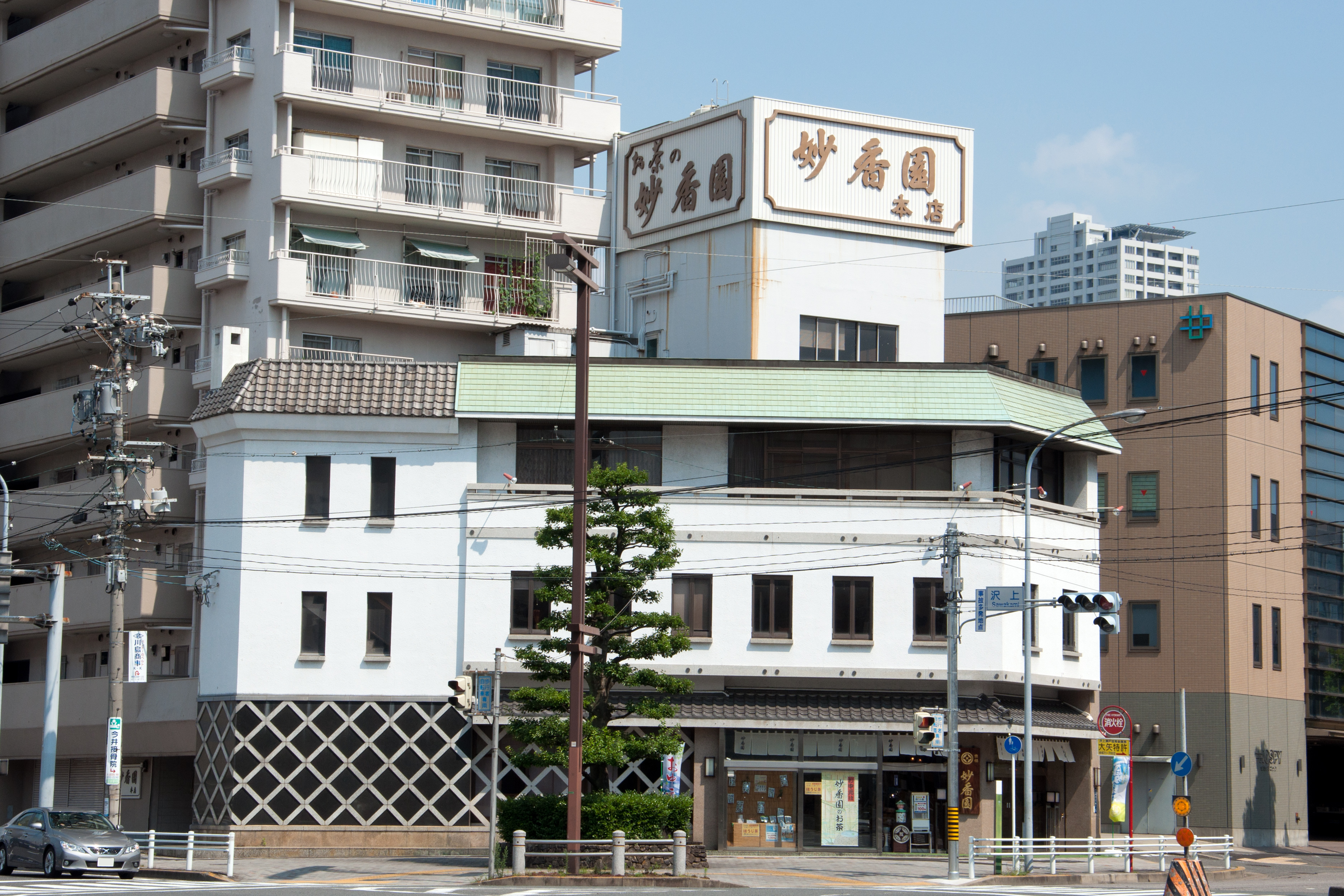
妙香園本店
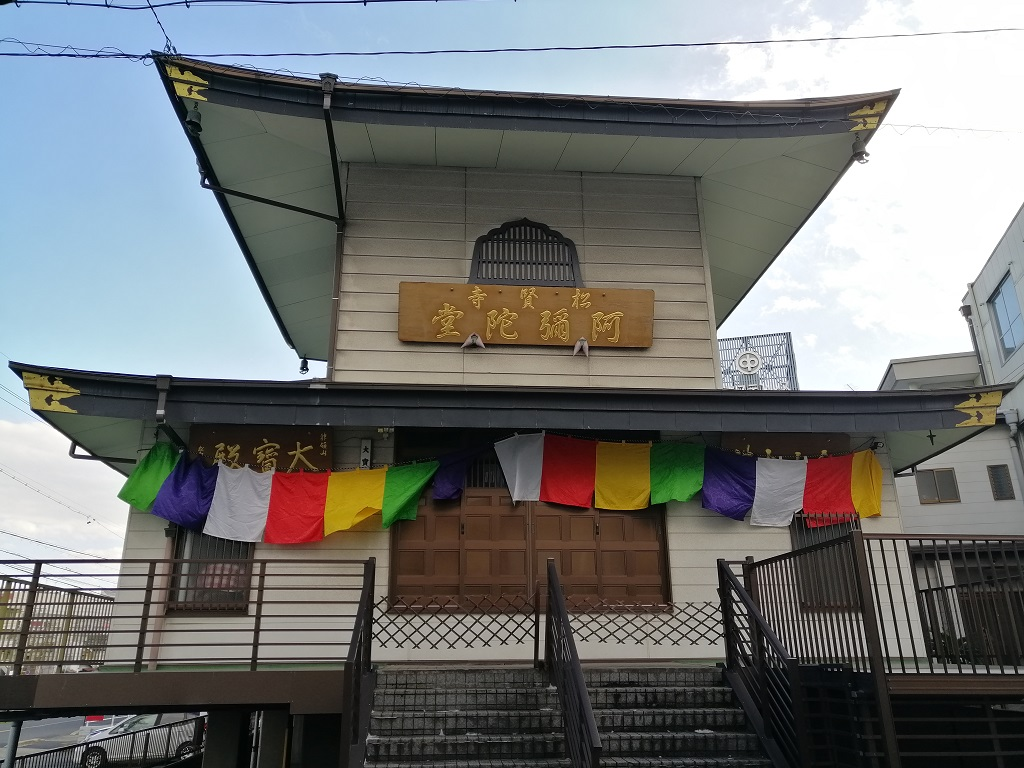
松賢寺

3. ↑  名古屋市計画局 1992, p. 424.
4. ↑  岡崎信用金庫五十年史編纂委員会 1976, p. 575.